# Aechmea paniculigera
Espèce
Classification phylogénétique
Aechmea paniculigera est une espèce de plantes à fleurs de la famille des Bromeliaceae qui se rencontre en Colombie, en Jamaïque et au Venezuela.

## Synonymes
- Aechmea chromatica C.H.Wright[1] ;
- Aechmea columnaris André[1] ;
- Aechmea latifolia (Willd. ex Schult. & Schult.f.) Klotzsch ex Baker [non-valide][1] ;
- Bromelia latifolia Willd. ex Schult. & Schult.f.[1] ;
- Bromelia paniculata J.F.Gmel.[1] ;
- Bromelia paniculigera Sw.[1]  mais Bromelia paniculigera Rchb. est synonyme de Aechmea aquilega (Salisb.) Griseb.[2] ;
- Hohenbergia paniculigera (Sw.) Baker[1].

## Distribution
L'espèce est présente dans les Caraïbes en Jamaïque, et au nord-ouest de l'Amérique du Sud, en Colombie et au Venezuela.

## Description
L'espèce est épiphyte ou rupicole.